# Lijst van afleveringen van Leverage
Dit is een lijst met afleveringen uit seizoen één tot en met drie van de Amerikaanse televisieserie Leverage.

## Serie overzicht
| Seizoen | Afleveringen | Uitgezonden      | Uitgezonden       | Uitgezonden      | Uitgezonden       | Uitgezonden      | Uitgezonden       | DVD uitgebracht |
| Seizoen | Afleveringen | Seizoen start VS | Seizoen finale VS | Seizoen start NL | Seizoen finale NL | Seizoen start VL | Seizoen finale VL | DVD uitgebracht |
| ------- | ------------ | ---------------- | ----------------- | ---------------- | ----------------- | ---------------- | ----------------- | --------------- |
| 1       | 13           | 7 december 2008  | 24 februari 2009  | 2 april 2009     | 25 juni 2009      | 25 oktober 2009  | 17 januari 2010   | 14 juni 2009    |
| 2       | 15           | 15 juli 2009     | 17 februari 2010  | 3 juni 2010      | 29 juli 2010      | n/a              | n/a               | n/a             |
| 3       | 16           | 20 juni 2010     | 19 september 2010 | n/a              | n/a               | n/a              | n/a               | n/a             |

## Seizoen 1: 2008–2009
| Aflevering | Serie | Titel Aflevering     | Uitzenddatum VS  | Uitzenddatum NL | Uitzenddatum VL  |
| ---------- | ----- | -------------------- | ---------------- | --------------- | ---------------- |
| 1          | 001   | The Nigerian Job     | 7 december 2008  | 2 april 2009    | 25 oktober 2009  |
| 2          | 002   | The Homecoming Job   | 9 december 2008  | 9 april 2009    | 1 november 2009  |
| 3          | 003   | The Two-Horse Job    | 16 december 2008 | 16 april 2009   | 8 november 2009  |
| 4          | 004   | The Miracle Job      | 23 december 2008 | 23 april 2009   | 15 november 2009 |
| 5          | 005   | The Bank Shot Job    | 30 december 2008 | 30 april 2009   | 22 november 2009 |
| 6          | 006   | The Stork Job        | 6 januari 2009   | 7 mei 2009      | 29 november 2009 |
| 7          | 007   | The Wedding Job      | 13 januari 2009  | 14 mei 2009     | 6 december 2009  |
| 8          | 008   | The Mile High Job    | 20 januari 2009  | 21 mei 2009     | 13 december 2009 |
| 9          | 009   | The Snow Job         | 27 januari 2009  | 28 mei 2009     | 20 december 2009 |
| 10         | 010   | The 12-Step Job      | 3 februari 2009  | 4 juni 2009     | 27 december 2009 |
| 11         | 011   | The Juror #6 Job     | 10 februari 2009 | 11 juni 2009    | 3 januari 2010   |
| 12         | 012   | The First David Job  | 17 februari 2009 | 18 juni 2009    | 10 januari 2010  |
| 13         | 013   | The Second David Job | 24 februari 2009 | 25 juni 2009    | 17 januari 2010  |

## Seizoen 2: 2009–2010
| Aflevering | Serie | Titel Aflevering                 | Uitzenddatum VS  | Uitzenddatum NL |
| ---------- | ----- | -------------------------------- | ---------------- | --------------- |
| 1          | 014   | The Beantown Bailout Job         | 15 juli 2009     | 3 juni 2010     |
| 2          | 015   | The Tap Out Job                  | 22 juli 2009     | 3 juni 2010     |
| 3          | 016   | The Order 23 Job                 | 29 juli 2009     | 10 juni 2010    |
| 4          | 017   | The Fairy Godparents Job         | 5 augustus 2009  | 10 juni 2010    |
| 5          | 018   | The Three Days of the Hunter Job | 12 augustus 2009 | 17 juni 2010    |
| 6          | 019   | The Top Hat Job                  | 19 augustus 2009 | 17 juni 2010    |
| 7          | 020   | The Two Live Crew Job            | 26 augustus 2009 | 1 juli 2010     |
| 8          | 021   | The Ice Man Job                  | 2 september 2009 | 1 juli 2010     |
| 9          | 022   | The Lost Heir Job                | 9 september 2009 | 8 juli 2010     |
| 10         | 023   | The Runway Job                   | 13 januari 2010  | 8 juli 2010     |
| 11         | 024   | The Bottle Job                   | 20 januari 2010  | 15 juli 2010    |
| 12         | 025   | The Zanzibar Marketplace Job     | 27 januari 2010  | 15 juli 2010    |
| 13         | 026   | The Future Job                   | 3 februari 2010  | 22 juli 2010    |
| 14         | 027   | The Three Strikes Job            | 10 februari 2010 | 22 juli 2010    |
| 15         | 028   | The Maltese Falcon Job           | 17 februari 2010 | 29 juli 2010    |

## Seizoen 3: 2010
| Aflevering | Serie | Titel Aflevering         | Uitzenddatum VS  | Uitzenddatum NL |
| ---------- | ----- | ------------------------ | ---------------- | --------------- |
| 1          | 029   | The Jailhouse Job        | 20 juni 2010     | n/a             |
| 2          | 030   | The Reunion Job          | 20 juni 2010     | n/a             |
| 3          | 031   | The Inside Job           | 27 juni 2010     | n/a             |
| 4          | 032   | The Scheherazade Job     | 27 juni 2010     | n/a             |
| 5          | 033   | The Double Blind Job     | 11 juli 2010     | n/a             |
| 6          | 034   | The Studio Job           | 18 juli 2010     | n/a             |
| 7          | 035   | The Gone-Fishin' Job     | 25 juli 2010     | n/a             |
| 8          | 036   | The Boost Job            | 1 augustus 2010  | n/a             |
| 9          | 037   | The Three-Card Monte Job | 8 augustus 2010  | n/a             |
| 10         | 038   | The Underground Job      | 15 augustus 2010 | n/a             |
| 11         | 039   | The Rashomon Job         | 22 augustus 2010 | n/a             |
| 12         | 040   | The King George Job      | 29 augustus 2010 | n/a             |
| 13         | 041   | The Morning After Job    | 5 september 2010 | n/a             |
| 14         | 042   | The Ho Ho Ho Job         | 12 december 2010 | n/a             |
| 15         | 043   | The Big Bang Job         | 19 december 2010 | n/a             |
| 16         | 044   | The San Lorenzo Job      | 19 december 2010 | n/a             |